# حالت سنگ‌برداری

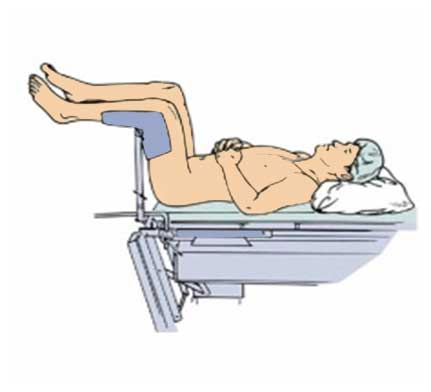
پوزیشن لیتاتومی.

در پزشکی حالت سنگ‌برداری یا پوزیشن لیتاتومی (به انگلیسی: Lithotomy position) شکلی از پوزیشن خوابیده به پشت است و با این تفاوت که زانوها خم شده (زاویه ران با ناحیه لگن ۹۰ درجه می‌باشد ) تا امکان دسترسی جراح به ناحیه پرینه  فراهم شود. سنگ‌برداری یا لیتاتومی به معنی برش یک عضو به‌منظور خارج کردن سنگ از آن است. در این حالت، هر دو پای بیمار باید همزمان از ناحیه زانو خم گشته و به آرامی روی جاپایی که در دو طرف تخت جراحی نصب می‌شود، قرار گیرند. جاپایی‌ها باید ارتفاع یکسانی داشته باشند. بر روی جاپایی جهت جلوگیری از فشار یا کاهش آن باید پد گذاشته شود. لگن بیمار باید در لبه تخت و جایی که پایه‌ها گذاشته شده‌اند، قرار گیرد. دست‌ها بر روی قفسه سینه یا جادستی قرار داده می‌شود.
- برای این حالت سه نوع جاپایی وجود دارد: جاپایی زیر زانویی، جاپایی عصایی و جاپایی چکمه‌ای.

## موارد استفاده
در جراحی‌های دستگاه تناسلی، مقعدی(بمانند بواسیر)، سیستم ادراری، برش جراحی در ناحیه‌ی واژن، کورتاژ، برداشتن رحم از راه واژن (هیسترکتومی واژینال)، خارج کردن کیست بارتولن، سیستوسکوپی و لاپاراسکوپی کاربرد دارد.

## نقاط در معرض فشار
- پس‌سر ، شانه ، آرنج‌ها ، باسن و پشت ساق‌پا فشار زیادی را تحمل می‌کنند.
- در جاپایی زیر زانویی ، وزن ساق پا بر روی زانو اعمال شده و بر عصب‌های زیر زانویی ، درشت‌نی پشتی و شریان پشت زانویی فشار وارد می‌کند .
- در جاپایی عصایی ، فشار بر عصب زیر زانویی، خطر خمیدگی بیش از حد و کشیدگی عصب‌ سیاتیک وابتوراتور و فشار بر کف‌ پا وجود دارد .
- در جاپایی چکمه‌ای ، با حمایت بیشتری که از پا می‌شود ، خطرات آن بسیار کاهش می‌یابد.

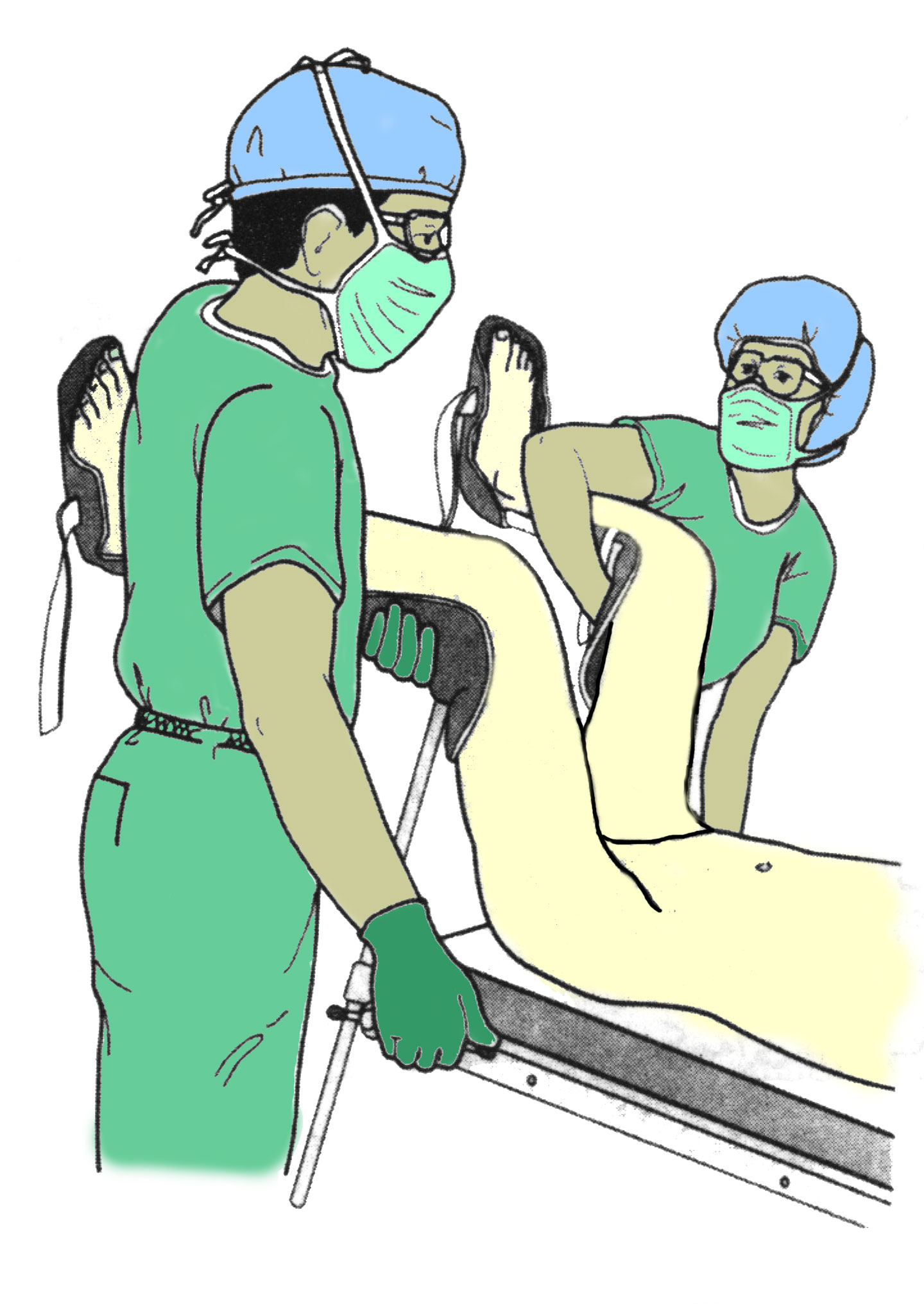

## عوارض
1. بر اثر فشار بر ناحیه شکمی سبب می‌گردد خون وریدی به راحتی به قلب بازنگردد یا در این خون رسانی اختلال ایجاد شود.
2. فشار بر وریدها در ناحیه کشاله ران به علت خمش (فلکسیون) ران‌ها
3. آسیب عصب رانی (فمورال) و مسدودگر (ابتوراتور) به علت خمش شدید ران‌ها
4. آسیب به سراستخوان ران (هیپ) ناشی از دور شدن (آبداکسیون) پاها در این حالت
5. افزایش احتمال پس‌زنش (رگورژیتاسیون، که طی آن ماده خلاف جهت حرکت اصلی آن جابجا می‌شود) به علت افزایش قابل ملاحظه فشار داخل شکم، ناشی از وضعیت ران‌های خم شده و رحم بزرگ در اثر حاملگی
6. کوتاهی در بستن تسمه‌های ایمنی، سبب کشیدگی شدید عضلات ناحیه پشت پا یا آسیب به لگن و مفاصل زانو می‌گردد.[۵]

## توجهات فیزیولوژیکی
- با افزایش فشار داخل شکمی عملکرد تنفسی سخت تر می‌شود.
- پس از پایان عمل، زمانی که پاها پایین قرار گیرند حدود ۵۰۰ میلی لیتر خون به کل جریان پاها اضافه می‌شود، در نتیجه حجم گردش خون تغییر کرده و فشار بیمار افت می‌کند بنابراین پایین آوردن پاهای بیمار باید به آرامی صورت گیرد.